# Alfred Roland
Pour les articles homonymes, voir Roland (homonymie).
Alfred Hector Roland, né le 22 janvier 1797 à Paris et mort le 13 mars 1874 à Grenoble, est un compositeur et poète français, est le créateur du conservatoire de musique de Bagnères-de-Bigorre (Hautes-Pyrénées) et de l'orphéon des Chanteurs montagnards. Il est l’auteur d’un grand nombre de chansons considérées comme des classiques du chant montagnard pyrénéen.

## Biographie
Il a reçu une solide formation musicale au Conservatoire de Paris : premier prix d’harmonie, accessit de violon. Néanmoins, il fait une carrière dans l’administration, comme fonctionnaire des impôts.
C’est par le hasard d’une nomination administrative qu’il se retrouve, en octobre 1832, à Bagnères-de-Bigorre. Selon certains, il y serait venu en cure. En parcourant son nouveau domaine, il ne manque pas d’entendre les chants qui rythment le travail dans les ateliers de la ville, où l’on travaille la laine, ou encore le marbre. Il s’enthousiasme pour la qualité de ces voix, et décide de fonder un conservatoire de musique, sur ses propres deniers. Il réunit en un temps record près de 200 choristes. Il écrit et compose lui-même les chansons qu’il fait interpréter à ses élèves, poésies et mélodies dans l’air romantique du temps. Il chante la beauté des montagnes, des sources, des lacs, les bergers, les chasseurs d'isards, les contrebandiers, il chante la Patrie, le tout en français, langue qu'aucun de ses chanteurs, en ce temps, ne doit pratiquer couramment. Mais le succès est immédiat. Alfred Roland, nouveau venu, et qui passe peu de temps dans les Pyrénées réussit le tour de force de créer de toutes pièces un folklore pyrénéen dont la vivacité ne se démentira pas, malgré les modes. Un an après leur formation, les Chanteurs montagnards, dans leur costume « traditionnel » (béret rouge, veste…), donnent des concerts dans la région, puis de plus en plus loin : Bagnères, Pau, Bayonne… En 1835, plus de cent exécutants se produisent au Capitole de Toulouse, salle des Illustres. Parmi l’assistance, un visiteur apprécie modérément la prestation : il s’agit de Stendhal, qui écrit dans son journal (25 avril 1838) des commentaires peu flatteurs.
« Quarante jeunes gens appartenant, à ce que dit leur affiche, au Conservatoire de Musique de Bagnères, donnaient un concert et annonçaient des airs montagnards. (…) Ce Conservatoire porte des jaquettes couleur capucin et des ceintures rouges d'un bon effet ; le collet de la chemise est renversé sur une cravate noire. Tout cela n'est pas mal. Ce qui est incroyable, c'est la musique qu'ils ont chantée. Elle est d'une platitude et d'un gauche inimaginables. Il faudrait avoir du génie pour pouvoir se figurer cet excès de vide. (…) Dans les morceaux de ce soir, il est question à tout moment d'Apollon. Quand l'auteur veut être léger, il s'écrie :
Si de mon sort j'étais maître,
Je voudrais naître
Un léger papillon.
Ces pauvres jeunes gens ont le mérite de chanter toutes ces belles choses sans accompagnement. Leur affiche dit qu'ils vont à Paris. Quand ils seraient protégés par tous les journaux, il est impossible qu'un parterre parisien tolère un tel amas de platitude et de contresens. L'auteur n'a eu des allures tragiques que pour parler de la marche d'un contrebandier
qui passe malgré les lois. »
Le public, lui, applaudit sans restriction, et les opinions de Stendhal seront cependant démenties par les parterres parisiens.

## «L’Odyssée romanesque»
En 1838, Alfred Roland a en effet décidé d'engager ses meilleurs éléments dans une tournée d'ampleur nationale. Dans leur nouveau costume, béret bleu, blouse bleue serrée à la taille par une ceinture noire, pantalon blanc, les chanteurs s’entassent dans une diligence tirée par six chevaux, en direction de Paris. En route, ils chantent la messe le matin et donnent un concert le soir. Dans une lettre adressée à un monsieur Gilhard, le célèbre chansonnier Béranger donne des détails sur Alfred Roland, qu'il semble bien connaître : 
« …C'est un vérificateur des domaines, petit-fils de fermier général, et fils d'une dame Roland connue par plusieurs romans. (…) C'est par dévouement pour le pays qu'il habitait qu'il a fondé un conservatoire à Bagnères-de-Bigorre, et qu'à travers toute la France il court avec ses montagnards pour recueillir l'argent nécessaire à plusieurs fondations qui manquent dans ces belles vallées. En vérité, ce dévouement en vaut bien d'autres ».
En 1839, aux Champs-Élysées, ils reçoivent 8000 auditeurs, dont le roi Louis-Philippe. À Londres, ils donnent 21 représentations. Puis leur tournée les mène en Belgique, à Anvers, à Bruxelles (quatorze concerts). En 1840, ils sont aux Pays-Bas, au Danemark, en Suède. En 1841, en Allemagne, en Prusse, en Russie : Saint-Pétersbourg et Moscou. Puis Varsovie et l’Autriche, la Hongrie, les champs de bataille des guerres napoléoniennes. Le 1er août 1842, ils chantent devant le pape, dans la basilique Sainte-Marie-des-Anges, la Messe montagnarde de Rome d’Alfred Roland.
De 1842 à 1844, le groupe reprend une nouvelle tournée en France. En 1845, ils sont à Marseille et s’embarquent pour l’Égypte. En 1846, en Palestine, ils chantent au Saint-Sépulcre la Messe de Rome et la Messe royale de Jérusalem.
De là, ils vont à Athènes, puis à Constantinople où le sultan les reçoit.
Enfin cette fabuleuse expédition artistique s’achève en France et à Londres en 1855. Pendant ces longues années d’errance, de succès en triomphe, les Chanteurs d’Alfred Roland ont connu la gloire et bien des avanies. Six d’entre eux sont morts pendant le voyage, huit ont abandonné le groupe. Alfred Roland lui-même, qui a tant célébré en vers emphatiques la beauté des Pyrénées, au point d’en être devenu le chantre quasi-officiel, n’y reviendra pas.
Pendant cet  exode de  dix-sept ans, des millions sont recueillis par les chanteurs. Ce sont les  malheureux et les hospices qui en bénéficient. L'odyssée de la troupe se termine par un déficit de plus de 100 000 francs, qui est comblé par le patrimoine d'Alfred Rolland et par ses droits d'auteur sur la propriété des nombreuses œuvres littéraires et musicales qu'il a produites et qui ont connu plus de deux cents éditions.

## Œuvres d'Alfred Roland
Montagnes Pyrénées
Vous êtes mes amours,
Cabanes fortunées
Vous me plairez toujours,
Rien n'est si beau que ma Patrie
Rien ne plaît tant à mon amie
Ô montagnards, ô montagnards
Chantez en chœur, chantez en chœur
De mon pays, de mon pays
La paix et le bonheur
{Refrain:}
Halte là ! Halte là ! Halte là !
Les montagnards, les montagnards
Halte là ! Halte là ! Halte là !
Les montagnards sont là
Les montagnards, les montagnards
Les montagnards sont là !
Ces paroles de la Tyrolienne des Pyrénées sont les plus connues et les plus souvent chantées. Elles ne représentent qu'une petite partie des chansons écrites et composées par Alfred Roland.

La Tyrolienne a été reprise avec un texte légèrement modifié par la poétesse Flaminie Porté en Vallée d'Aoste. Ce texte constitue aujourd'hui l'hymne officiel de cette région alpine avec le titre Montagnes valdôtaines.

## Sources
- La Revue des Pyrénées, octobre-novembre 1901